# Togo na Mistrzostwach Świata w Lekkoatletyce 2013
Togo na Mistrzostwach Świata w Lekkoatletyce 2013 – reprezentacja Togo podczas czempionatu w Moskwie liczyła 1 zawodnika.

## Występy reprezentantów Togo
| Konkurencja            | Zawodnik              | Runda 1  | Runda 1 | Półfinał | Półfinał | Finał    | Finał   |
| Konkurencja            | Zawodnik              | Rezultat | Pozycja | Rezultat | Pozycja  | Rezultat | Pozycja |
| ---------------------- | --------------------- | -------- | ------- | -------- | -------- | -------- | ------- |
| Bieg na 200 m mężczyzn | Yendountien Tiebekabe | 21,85    | 47.     | NQ       | NQ       | NQ       | NQ      |